# Phrurolithus leviculus
Phrurolithus leviculus är en spindelart som beskrevs av Willis J. Gertsch 1936. Phrurolithus leviculus ingår i släktet Phrurolithus och familjen flinkspindlar. Inga underarter finns listade i Catalogue of Life.